# Macrocarpaea polyantha
Macrocarpaea polyantha är en gentianaväxtart som beskrevs av Ernest Friedrich Gilg. Macrocarpaea polyantha ingår i släktet Macrocarpaea och familjen gentianaväxter. Inga underarter finns listade i Catalogue of Life.